# Хантс-Пойнт-авеню (линия Пелем, Ай-ар-ти)
|     |   |   |     |   |   |     |
| · л | · | · | · э | · | · | · л |

|     |   |   |     |   |   |     |
| · л | · | · | · э | · | · | · л |

«Хантс-Пойнт-авеню» (англ. Hunts Point Avenue) — станция Нью-Йоркского метрополитена, расположенная на линии Пелем, Ай-ар-ти. Станция находится в Бронксе, в округе Хантс-Пойнт, на пересечении Саутерн-бульвар и Хантс-Пойнт-авеню. На станции останавливаются маршруты 6 (круглосуточно) и <6> (в будни днём в пиковом направлении). Экспресс-путь используется маршрутом <6> (в будни днём в пиковом направлении). Локальные пути используются маршрутом 6 (круглосуточно).

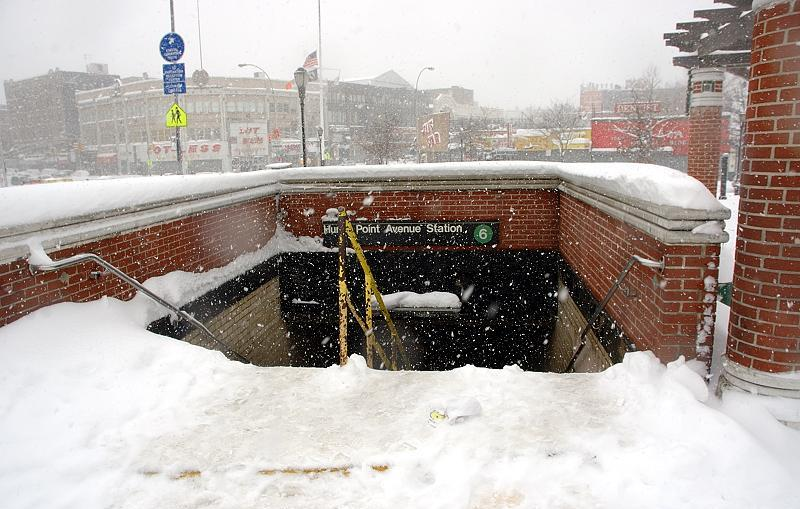
Вход на станцию в одну из самых снежных зим

Станция была открыта 17 января 1919 года и представлена двумя островными платформами, обслуживающими трёхпутный участок линии.